# Un conte de faits
Pour plus de détails, voir Fiche technique et Distribution.
Un conte de faits (arabe : كان ياما كان في هذا الزمان soit Kène ya ma kène…) est un documentaire tunisien réalisé par Hichem Ben Ammar en 2010.

## Synopsis
Dans une banlieue populaire de Tunis, un tromboniste de fanfare rêve que son fils, Bacem Anas (en), devienne un grand musicien. S’appropriant le rêve du père, l’enfant développe des aptitudes extraordinaires dans la pratique du violon. Il remporte plusieurs concours et accède finalement à la prestigieuse École Yehudi Menuhin au Royaume-Uni. Le film retrace les étapes de ce parcours hors du commun, les obstacles que Bacem Anas rencontre, son évolution durant son exil en Europe.

## Fiche technique
- Titre : Un conte de faits
- Titre original : كان ياما كان في هذا الزمان (Kène ya ma kène…)
- Titre anglais : Once Upon Our Time
- Réalisation : Hichem Ben Ammar
- Production : Hichem Ben Ammar
- Scénario : Hichem Ben Ammar
- Photographie : Hatem Nechi, Abdessabour Belarbi, Hichem Ben Ammar, Rabii Messaoudi, Anne Closset, Louise Purnell, Élodie Colomar et Walid Mattar
- Montage : Inès Chérif
- Son : Tarek Ben Gzaïel, Aymen Braïek et Yazid Chebbi

## Distribution
- Bacem Anas Romdhani (en)[1]

## Récompenses
- Festival du cinéma d'Afrique, d'Asie et d'Amérique latine de Milan 2010
- Festival de cinéma africain de Vérone 2010[2]